# Lijst van voetbalinterlands Koeweit - Nepal
Deze lijst van voetbalinterlands is een overzicht van alle officiële voetbalwedstrijden tussen de nationale teams van Koeweit en Nepal. De landen hebben tot op heden tien keer tegen elkaar gespeeld. De eerste ontmoeting, een groepswedstrijd tijdens de Aziatische Spelen 1982, werd gespeeld in New Delhi (India) op 26 november 1982. Het laatste duel, een groepswedstrijd tijdens de Zuid-Azië Cup 2023, vond plaats op 21 juni 2023 in Bangalore (India).

## Wedstrijden
| Nr. | Plaats    | Datum             | Competitie                 | Wedstrijd       | Uitslag |
| --- | --------- | ----------------- | -------------------------- | --------------- | ------- |
| 1   | New Delhi | 26 november 1982  | Aziatische Spelen 1982     | Koeweit − Nepal | 3 − 0   |
| 2   | Daejeon   | 22 september 1986 | Aziatische Spelen 1986     | Nepal − Koeweit | 0 − 5   |
| 3   | Hiroshima | 3 oktober 1994    | Aziatische Spelen 1994     | Koeweit − Nepal | 8 − 0   |
| 4   | Koeweit   | 18 februari 2000  | Azië Cup 2000 kwalificatie | Nepal − Koeweit | 0 − 5   |
| 5   | Ahmadi    | 21 maart 2019     | Vriendschappelijk          | Koeweit − Nepal | 0 − 0   |
| 6   | Koeweit   | 25 maart 2019     | Vriendschappelijk          | Koeweit − Nepal | 1 − 0   |
| 7   | Koeweit   | 5 september 2019  | WK 2022 kwalificatie       | Koeweit − Nepal | 7 − 0   |
| 8   | Thimphu   | 19 november 2019  | WK 2022 kwalificatie       | Nepal − Koeweit | 0 − 1   |
| 9   | Koeweit   | 11 juni 2022      | Azië Cup 2023 kwalificatie | Nepal − Koeweit | 1 − 4   |
| 10  | Bangalore | 21 juni 2023      | Zuid-Azië Cup 2023         | Koeweit − Nepal | 3 − 1   |

## Samenvatting
| Competitie            | Totaal gespeeld | Winst Koeweit | Gelijk | Winst Nepal | Doelsaldo Koeweit – Nepal |
| --------------------- | --------------- | ------------- | ------ | ----------- | ------------------------- |
| WK-kwalificatie       | 2               | 2             | 0      | 0           | 8 − 0                     |
| Azië Cup-kwalificatie | 2               | 2             | 0      | 0           | 9 − 1                     |
| Zuid-Azië Cup         | 1               | 1             | 0      | 0           | 3 − 1                     |
| Aziatische Spelen     | 3               | 3             | 0      | 0           | 16 − 0                    |
| Vriendschappelijk     | 2               | 1             | 1      | 0           | 1 − 0                     |
| Totaal                | 10              | 9             | 1      | 0           | 37 − 2                    |

KFA · A-internationals · Bondscoaches · Statistieken · Koeweits vrouwenelftal · Koeweit U21 · Koeweit U20 · Koeweit U19 · Koeweit U18 · Koeweit U17
1960 – 1969 · 
1970 – 1979 · 
1980 – 1989 · 
1990 – 1999 · 
2000 – 2009 · 
2010 – 2019 ·
2020 − 2029
WK 1982
OS 1980 ·
OS 1992 ·
OS 2000
1961 · 
1962 · 
1963 · 
1964 · 
1965 · 
1966 · 
1967 · 
1968 · 
1969 · 
1970 · 
1971 · 
1972 · 
1973 · 
1974 · 
1975 · 
1976 · 
1977 · 
1978 · 
1979 · 
1980 · 
1981 · 
1982 · 
1983 · 
1984 · 
1985 · 
1986 · 
1987 · 
1988 · 
1989 · 
1990 · 
1991 · 
1992 · 
1993 · 
1994 · 
1995 · 
1996 · 
1997 · 
1998 · 
1999 · 
2000 · 
2001 · 
2002 · 
2003 · 
2004 · 
2005 · 
2006 · 
2007 · 
2008 · 
2009 · 
2010 · 
2011 · 
2012 · 
2013 ·
2014 ·
2015 ·
2016 ·
2017 ·
2018 ·
2019 ·
2020 ·
2021 ·
2022
Afghanistan ·
Algerije ·
Armenië ·
Australië ·
Azerbeidzjan ·
Bahrein ·
Bangladesh ·
Bhutan ·
Bosnië en Herzegovina ·
Bulgarije ·
Cambodja ·
China ·
Colombia · 
Cyprus ·
DDR ·
Duitsland ·
Ecuador ·
Egypte ·
Engeland ·
Filipijnen ·
Finland ·
Frankrijk ·
Hongarije · 
Hongkong ·
IJsland ·
India ·
Indonesië ·
Irak ·
Iran ·
Ivoorkust ·
Japan ·
Jemen ·
Jordanië ·
Kameroen ·
Kazachstan ·
Kenia ·
Kirgizië ·
Laos ·
Letland ·
Libanon ·
Libië ·
Litouwen ·
Macau ·
Maleisië ·
Mali ·
Malta ·
Marokko ·
Mongolië ·
Myanmar ·
Nepal ·
Nieuw-Zeeland ·
Noord-Korea ·
Noorwegen ·
Oeganda ·
Oezbekistan ·
Oman ·
Pakistan ·
Palestina ·
Polen ·
Portugal ·
Qatar ·
Saoedi-Arabië ·
Singapore ·
Slowakije ·
Soedan ·
Sovjet-Unie ·
Syrië ·
Tadzjikistan ·
Taiwan ·
Thailand ·
Trinidad en Tobago ·
Tsjechië ·
Tsjecho-Slowakije ·
Tunesië ·
Turkmenistan ·
Verenigde Arabische Emiraten ·
Verenigde Staten ·
Vietnam ·
Wales ·
Zambia ·
Zimbabwe ·
Zuid-Korea ·
Zuid-Vietnam
Engeland (1982) · 
Frankrijk (1982) · 
Tsjecho-Slowakije (1982)
ANFA · A-internationals · Nepalees vrouwenelftal
1972 – 1989 ·
1990 – 1999 ·
2000 – 2009 ·
2010 – 2019 ·
2020 – 2029
Afghanistan ·
Algerije ·
Australië ·
Bahrein ·
Bangladesh ·
Bhutan ·
Brunei ·
Cambodja ·
China ·
Filipijnen ·
Hongkong ·
India ·
Indonesië ·
Irak ·
Iran ·
Japan ·
Jemen ·
Jordanië ·
Kazachstan ·
Kirgizië ·
Koeweit ·
Laos ·
Macau ·
Malediven ·
Maleisië ·
Mauritius ·
Myanmar ·
Noord-Korea ·
Oman ·
Oost-Timor ·
Pakistan ·
Palestina ·
Saoedi-Arabië · 
Singapore ·
Sri Lanka ·
Syrië ·
Tadzjikistan · 
Taiwan ·
Thailand · 
Turkmenistan ·
Verenigde Arabische Emiraten ·
Vietnam ·
Zuid-Korea